# 87. Internationale Sechstagefahrt

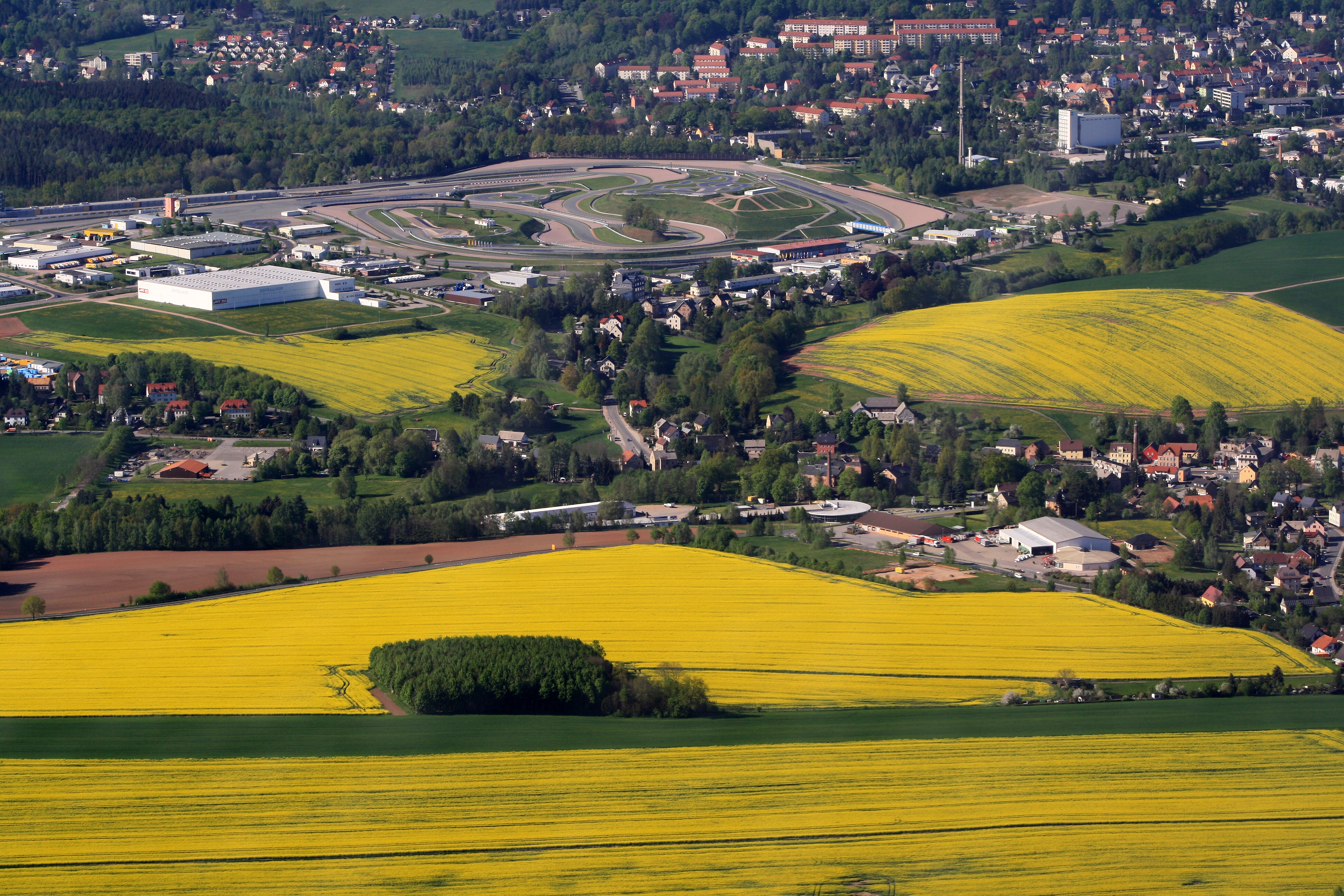
Der Sachsenring, Start- und Zielort der einzelnen Etappen

Die 87. Internationale Sechstagefahrt (Red Bull SIX DAYS) war die Mannschaftsweltmeisterschaft im Endurosport und fand vom 24. bis zum 29. September 2012 auf dem Sachsenring sowie im Erzgebirge statt. In den Nationalmannschaftswettbewerben um World Trophy, Junior World Trophy und Women’s World Trophy gingen die Siege allesamt an Frankreich.

## Organisation

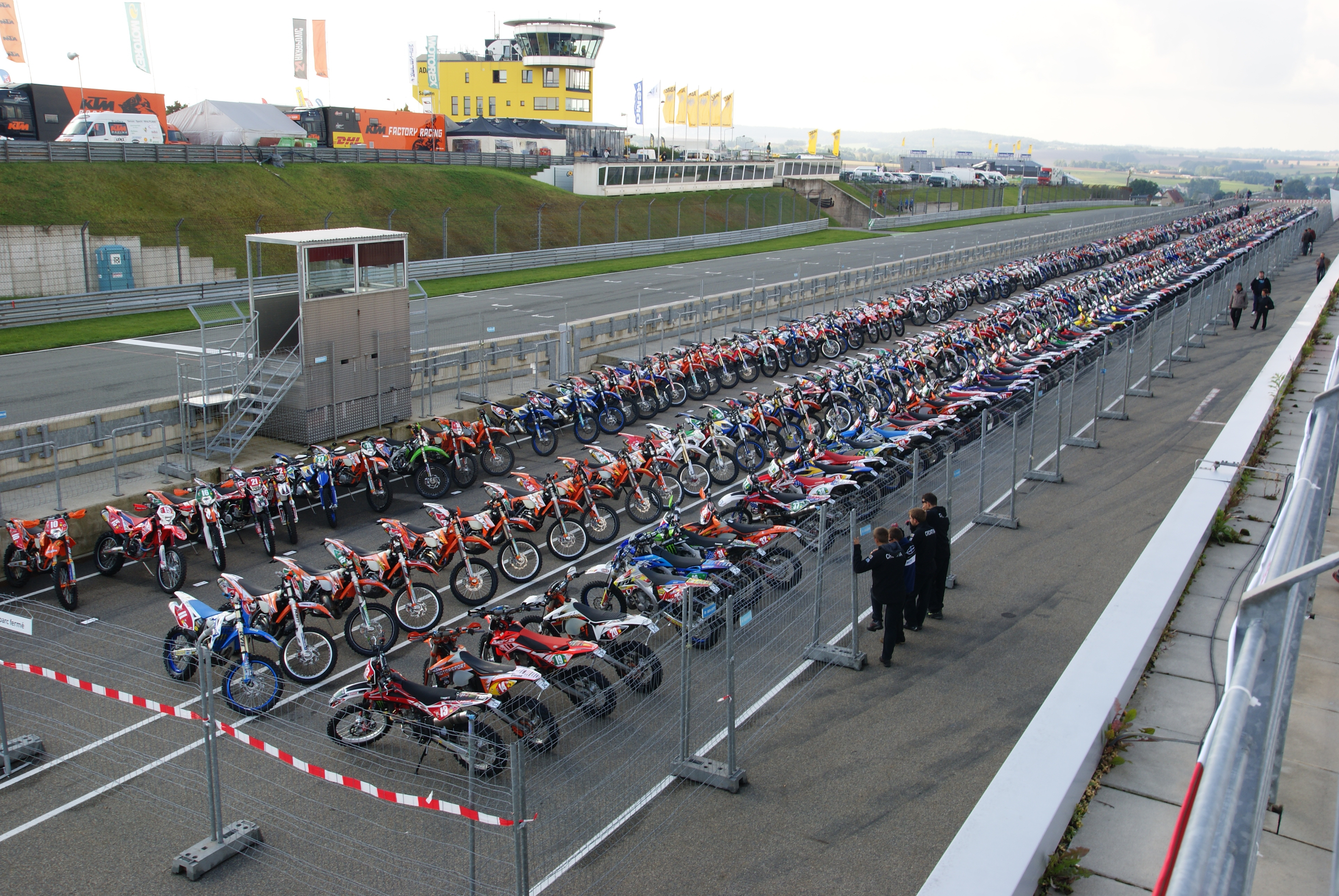
Blick auf den Parc fermé

Mit der 64. Internationalen Sechstagefahrt in Walldürn im Odenwald fand 1989 die Veranstaltung letztmals in Deutschland statt. Nachdem 2004 die Enduro-Veranstaltung Rund um Zschopau als Lauf zur Enduro-Weltmeisterschaft in Zschopau zählte, entstand die Idee auch einmal die Sechstagefahrt in dieser Region durchzuführen. Der ADAC Sachsen bemühte sich deshalb um die Ausrichtung der Veranstaltung.
Bei der Frühjahrstagung der FIM vom 25. bis 28. Februar 2010 erhielt Deutschland mit 10:1 Stimmen den Zuschlag.
Start und Ziel befanden sich auf dem Gelände des Sachsenringes. Dort war auch das Fahrerlager sowie der Parc fermé untergebracht.
Die Titelverteidiger waren Finnland bei der FIM World Trophy, Frankreich bei der Junior World Trophy und der Women’s Trophy, Husaberg-Czech in der Club-Wertung und KTM 1 in der Herstellerwertung.
Die maximale Anzahl an Startern wurde auf 504 festgesetzt. Es wurden die Nennungen von 24 Teams für die World Trophy, 19 Teams für die Junior World Trophy, sieben für die Women’s World Trophy und 79 Clubteams und vier Einzelstarter aus insgesamt 36 Nationen bestätigt.

## Wettkampf

### 1. Wettkampftag

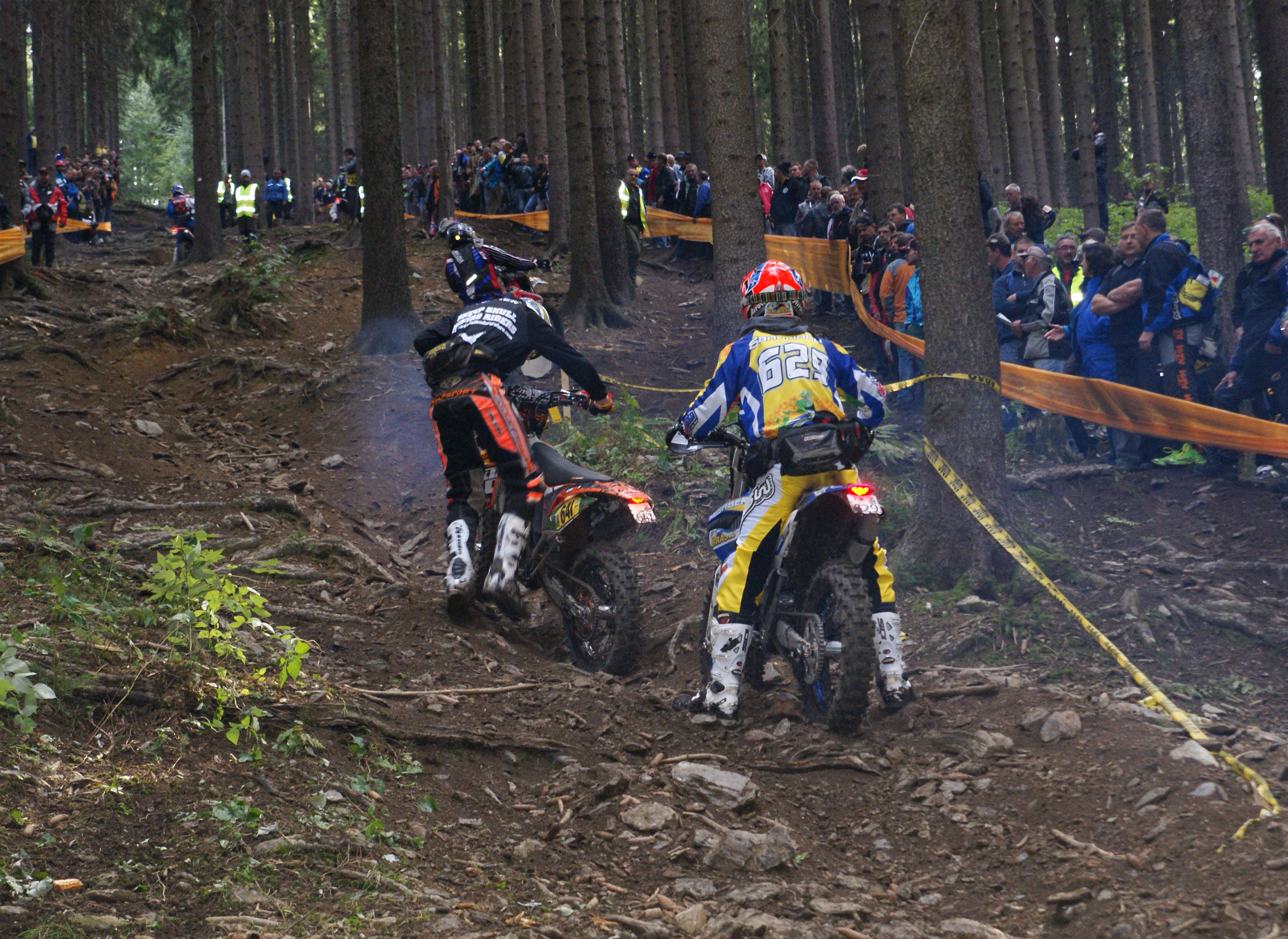
Steilauffahrt Hormersdorf. Eine der Schwierigkeiten am ersten und zweiten Tag

Von den 478 gemeldeten Fahrer und Fahrerinnen nahmen 473 den Wettkampf auf. Die Strecke an diesem Tag betrug rund 260 Kilometer.
Kurz nach dem Start war eine Moto-Cross-Prüfung bei Erlbach-Kirchberg. Anschließend führte die Strecke auf einen Rundkurs, der zweimal zu durchfahren war. Dabei befand sich eine Enduro-Sonderprüfung auf dem Trial-Übungsgelände des MSC Thalheim und eine Moto-Cross-Prüfung auf dem Trainingsgelände „Swen Enderlein Offroad-Strecke“ des MC Zwönitz e. V. Eine weitere Schwierigkeit war eine Steilauffahrt bei Hormersdorf.
Nach dem ersten Tag führte in der World-Trophy-Wertung das Team aus Frankreich vor Australien und Finnland. Das österreichische Team lag auf dem 12., das deutsche Team auf dem 14. und das Schweizer Team auf dem 16. Platz. Das deutsche Team hatte mit Edward Hübner und Christian Weiß gleich zwei Fahrer zu verzeichnen, die durch Stürze verursachte längere Reparaturen durchführen mussten und dafür entsprechende Strafzeiten erhielten. Im polnischen Team fiel Konrad Widlak aus.
In der Junior-World-Trophy-Wertung führte das italienische Team vor Großbritannien und Australien. Das deutsche Team lag auf dem 11. Platz, das österreichische Team auf dem 14. und das Schweizer Team auf dem 18. Das schwedische Team musste bereits den Ausfall von Jesper Börjesson und das französische den von Kevin Rohmer verzeichnen.
In der Women’s World Trophy führte das französische Team vor den Mannschaften aus Australien und Deutschland.
In der Clubwertung lag an der ersten Stelle der spanische Club RFME vor dem Moto Club Italia und dem schwedischen Team Ostra 1. Beste deutsche Clubmannschaft war das Team DMSB 1 – ADAC Sachsen auf dem vierten Platz.

### 2. Wettkampftag

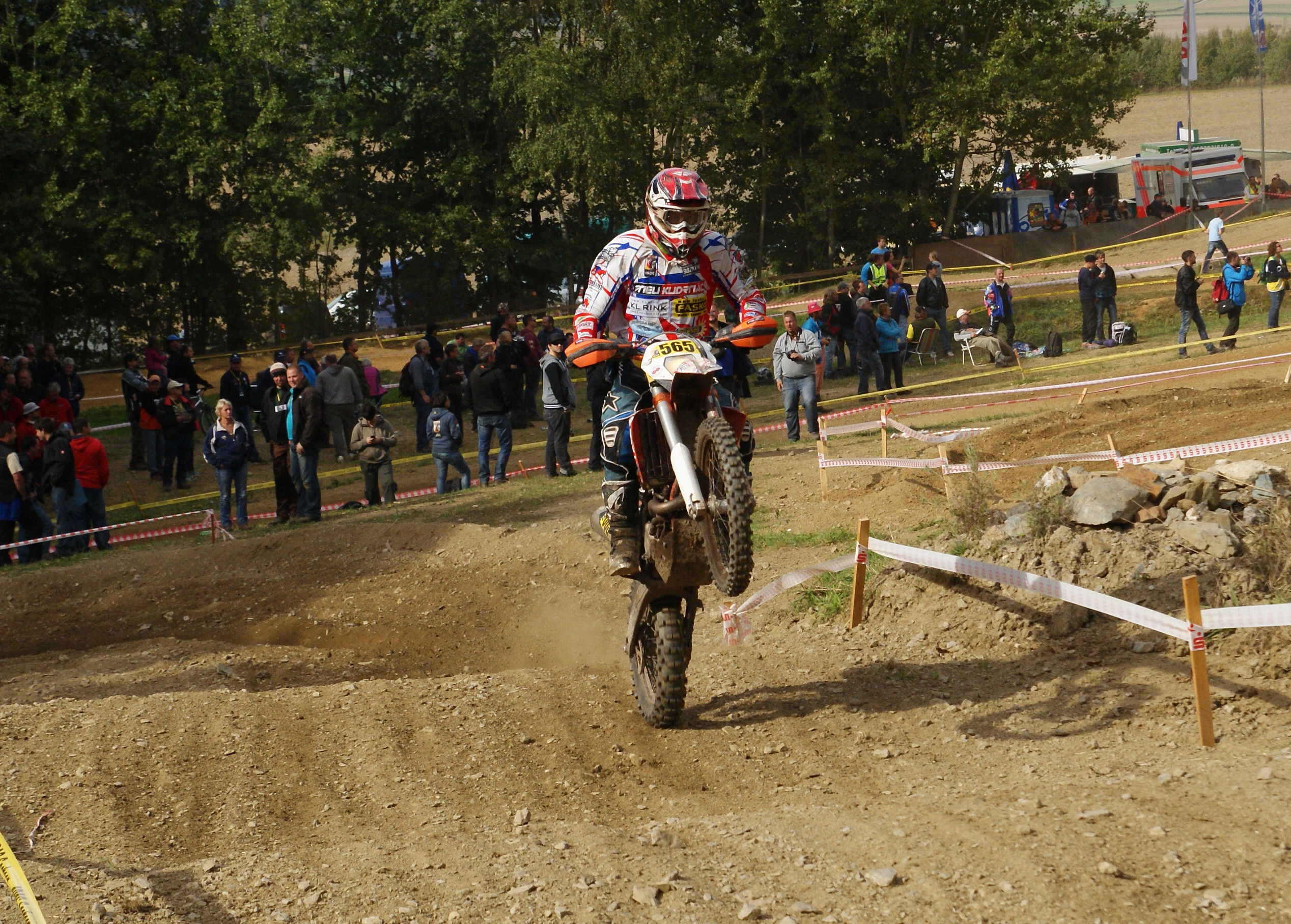
Moto-Cross-Prüfung in Zwönitz

Die Fahrtstrecke am 2. Wettkampftag war identisch mit der des ersten Wettkampftages.
Am zweiten Tag starteten noch 468 Fahrer und Fahrerinnen.
Auch am zweiten Tag konnte in der World-Trophy-Wertung das Team aus Frankreich seinen Platz vor Australien verteidigen. Finnland fiel hinter Italien auf den vierten Platz zurück. Ein Sturz von Juha Salminen in der dritten Sonderprüfung bedeutete einen Zeitverlust gegenüber den konkurrierenden Italienern.
Das deutsche Team konnte sich auf den 11. Platz verbessern. Das österreichische Team lag auf Platz 13 und das Schweizer Team auf 17. Im spanischen Team fiel Cristobal Guerrero und im ecuadorianischen Team Jose Rafael Bustamante aus.
In der Junior-World-Trophy-Wertung platzte am zweiten Tag das in Führung liegende italienische Team durch die Ausfälle von Thomas Oldrati und Gianluca Martini. Damit führte nunmehr britische Team vor Frankreich und den USA. Das deutsche Team lag auf dem 9. Platz, das österreichische Team auf dem 13. und das Schweizer Team auf dem 17. Im australischen Team musste Benjamin Burrell aufgeben.
In der Women’s World Trophy führte das französische Team vor den Mannschaften aus Australien und Deutschland. Im deutschen Team musste Nina Oppenländer aufgeben.
In der Clubwertung lag an der ersten Stelle weiterhin der spanische Club RFME. Das schwedische Team Ostra 1 lag nach dem Ende des zweiten Tages vor dem Moto Club Italia. Durch den Ausfall von Ralf Scheidhauer fiel das Team DMSB 1 - ADAC Sachsen vom vierten auf den 58. Platz zurück. Bestplatziertes deutsches Team nach zwei Tagen war DMSB 3-ADAC Nordbayern-Sachsen auf dem 8. Platz.

### 3. Wettkampftag
Die Strecke an diesem Tag betrug rund 300 Kilometer.
Nach der Moto-Cross-Prüfung bei Erlbach-Kirchberg erfolgt eine Überführungsetappe bis nach Zschopau. Hier begann ein Rundkurs der zweimal zu durchfahren war. Dabei wurden markante Schwierigkeiten der Enduro-Veranstaltung Rund um Zschopau in den Streckenverlauf einbezogen. Es waren pro Runde drei Sonderprüfungen vorgesehen. Diese befanden sich auf dem Übungsgelände des MC Mittleres Erzgebirge in Venusberg, in einem Waldstück bei Börnichen/Erzgeb. sowie auf einer Wiese zwischen Krumhermersdorf und Zschopau.
Zum dritten Wettkampftag starteten 460 Fahrer und Fahrerinnen. Auf Grund der langen Fahrzeit wurde für die Fahrer in der Women’s Trophy und der Clubwertung auf die abschließende Prüfung bei Erlbach-Kirchberg verzichtet.
Auch am dritten Tag konnte in der World-Trophy-Wertung das Team aus Frankreich seinen Platz vor Australien und Italien verteidigen. Finnland fiel durch den Ausfall von Juha Salminen nach einem Motorschaden auf den sechsten Platz zurück. Ausfälle gab es weiterhin bei den Italienern (Oscar Balletti), bei den Belgiern, den Ungarn, den Isländern, den Dänen, den Norwegern und den Kolumbianern.
Das deutsche Team überholte das tschechische Team und lag nunmehr auf Platz 10. Das österreichische Team lag auf Platz 12 und das Schweizer Team auf 17.
In der Junior-World-Trophy-Wertung zog das französische Team an den Briten wieder vorbei. Die Junioren aus den USA lagen weiterhin auf dem dritten Platz. Das deutsche Team verbesserte sich auf Platz 8, das österreichische Team auf Platz 11 und das Schweizer Team auf den 16. Platz. Ein Fahrer aus Venezuela fiel aus sowie zwei aus der südafrikanischen Mannschaft.
In der Women’s World Trophy führte weiterhin das französische Team vor den Mannschaften aus Australien und Deutschland. Nina Oppenländer musste nach einem technischen Defekt endgültig aufgeben. Sechs Fahrerinnen erhielten am heutigen Tage ein Streichresultat, dürfen aber noch einmal starten. Dies betraf zwei Finninnen, zwei Kanadierinnen sowie eine US-Amerikanerin und eine Schwedin.
In der Clubwertung lag an der ersten Stelle weiterhin der spanische Club RFME. Das italienische Team Moto Club Italia schob sich am schwedische Team Ostra 1 wieder auf den zweiten Platz vorbei. Bestplatziertes deutsches Team nach drei Tagen war DMSB 3-ADAC Nordbayern-Sachsen auf dem 8. Platz.

### 4. Wettkampftag
Die Fahrtstrecke am 4. Wettkampftag war identisch mit der des dritten Wettkampftages.
427 Fahrer und Fahrerinnen starteten an diesem Wettkampftag. Nachdem es in der Nacht und am Morgen geregnet hatte, wurde die Strecke schwieriger und die erste Prüfung in Erlbach-Kirchberg wurde nicht gefahren. Außerdem kam es zu etlichen Ausfällen.
In der World-Trophy-Wertung gab es keine Änderung und Frankreich lag weiterhin vor Australien und Italien. Das deutsche Team verbesserte sich auf den 9. Platz. Das österreichische Team rangierte auf Platz 12 und das Schweizer Team auf Platz 15.
In der Junior-World-Trophy-Wertung lag Frankreich wie am Vortag vor Großbritannien und den USA. Der Vorsprung konnte leicht ausgebaut werden. Das deutsche Team rutschte wieder auf den 9. Platz zurück. Das österreichische und das Schweizer Team behielten ihre Plätze vom Vortag.
In der Women’s World-Trophy-Wertung konnte sich das deutsche Team an Australien auf den zweiten Platz hinter den Französinnen schieben. Auf Grund der erschwerten Bedingungen war nur noch das französische Team komplett. Bei Deutschland, Australien und Schweden war jeweils eine Fahrerin ausgefallen. Bei den Mannschaften aus den USA, Kanada und Finnland war nur noch eine Fahrerin in der Wertung.
Bei der Club-Wertung gab es auf den ersten drei Plätzen keine Veränderung. Das beste deutsche Team DMSB 3-ADAC Nordbayern-Sachsen verbesserte sich auf den siebenten Platz.

### 5. Wettkampftag
Die Strecke an diesem Tag betrug rund 300 Kilometer.
Am 5. Wettkampftag wurden auf der zweimal zu durchfahrenden Wettkampfstrecke ein Enduro-Test in Niedermülsen sowie Moto-Cross-Tests auf der Übungsstrecke des MC-Culitzsch e. V. sowie in Marienau angelegt. Am Ende jeder Runde erfolgte der schon genutzte Moto-Cross-Test bei Erlbach-Kirchberg. Die Verbindungen zwischen den einzelnen Test erfolgten auf gut befestigten Landwirtschaftswegen, so dass keine weiteren Schwierigkeiten auf die Fahrer warteten.
Es starteten 393 Fahrer und Fahrerinnen.
In der World-Trophy-Wertung gab es bei den drei erstplatzierten Mannschaften keine Veränderungen zum Vortag. Auch die Teams aus Deutschland, Schweiz und Österreich konnten ihre Position verteidigen.
In der Junior-World-Trophy-Wertung gab es ebenfalls bei den drei erstplatzierten keine Veränderung. Das deutsche Team rutschte um einen Platz zurück und war jetzt wieder 10. Das österreichische Team war weiterhin 11.
In der Women’s World-Trophy-Wertung blieb die Platzierung der Teams unverändert.
In der Wertung der Clubmannschaften gab es bei den drei erstplatzierten Teams keine Veränderungen. Das beste deutsche Team DMSB 3-ADAC Nordbayern-Sachsen fiel wieder auf den 8. Platz zurück.

### 6. Wettkampftag
Die Strecke an diesem Tag betrug rund 13 Kilometer.
Der Abschluss-Test wurde als Supermoto-Rennen auf einen 2,2 Kilometer langem Rundkurs, dem Sachsenring durchgeführt. Die Strecke war sechsmal zu durchfahren. Der Wettbewerb wurde in Gruppen zu 30 Fahrern entsprechend den einzelnen Fahrzeugklassen ausgetragen.
Es starteten noch 393 Fahrer und Fahrerinnen.
In der World-Trophy-Wertung gab es bei den ersten drei Plätzen keine Veränderung. Das Team aus den Vereinigten Staaten konnte sich noch vom sechsten auf den vierten Platz nach vorn schieben. Die Teams aus Deutschland, Österreich und der Schweiz konnten ihren Platz verteidigen.
In der Junior-World-Trophy-Wertung gab es bei den ersten drei Platzierten sowie den Teams aus Deutschland, Österreich und der Schweiz keine Veränderung.
In der Women’s World-Trophy-Wertung gab es keine weitere Veränderungen an den Platzierungen.
Bei der Clubwertung blieben die Platzierungen bei den vorderen Plätzen unverändert. Auch das bestplatzierte deutsche Team konnte seinen Platz verteidigen.

## Endergebnisse

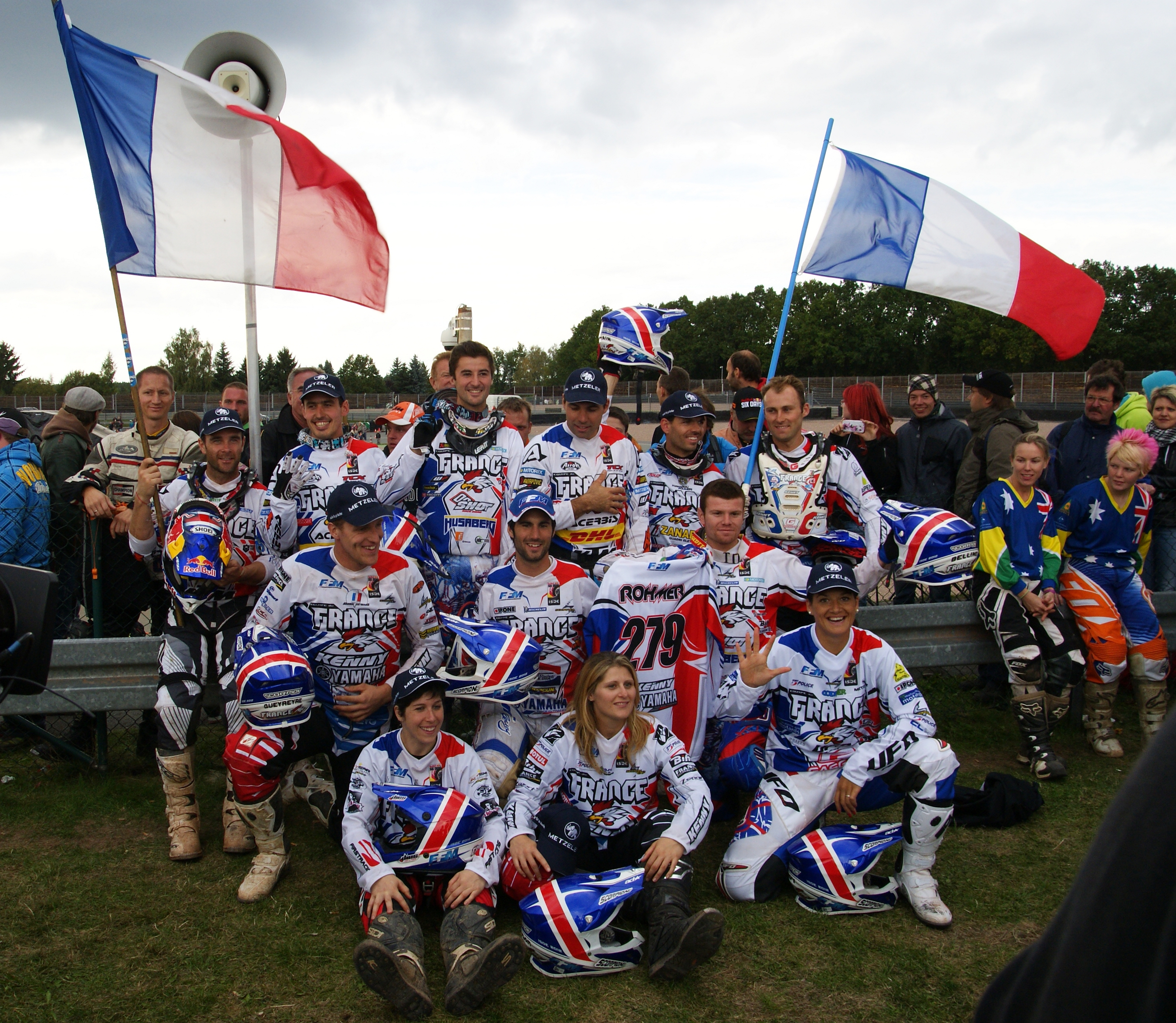
Frankreich, Gewinner von World, Junior und Women’s World Trophy

### World Trophy

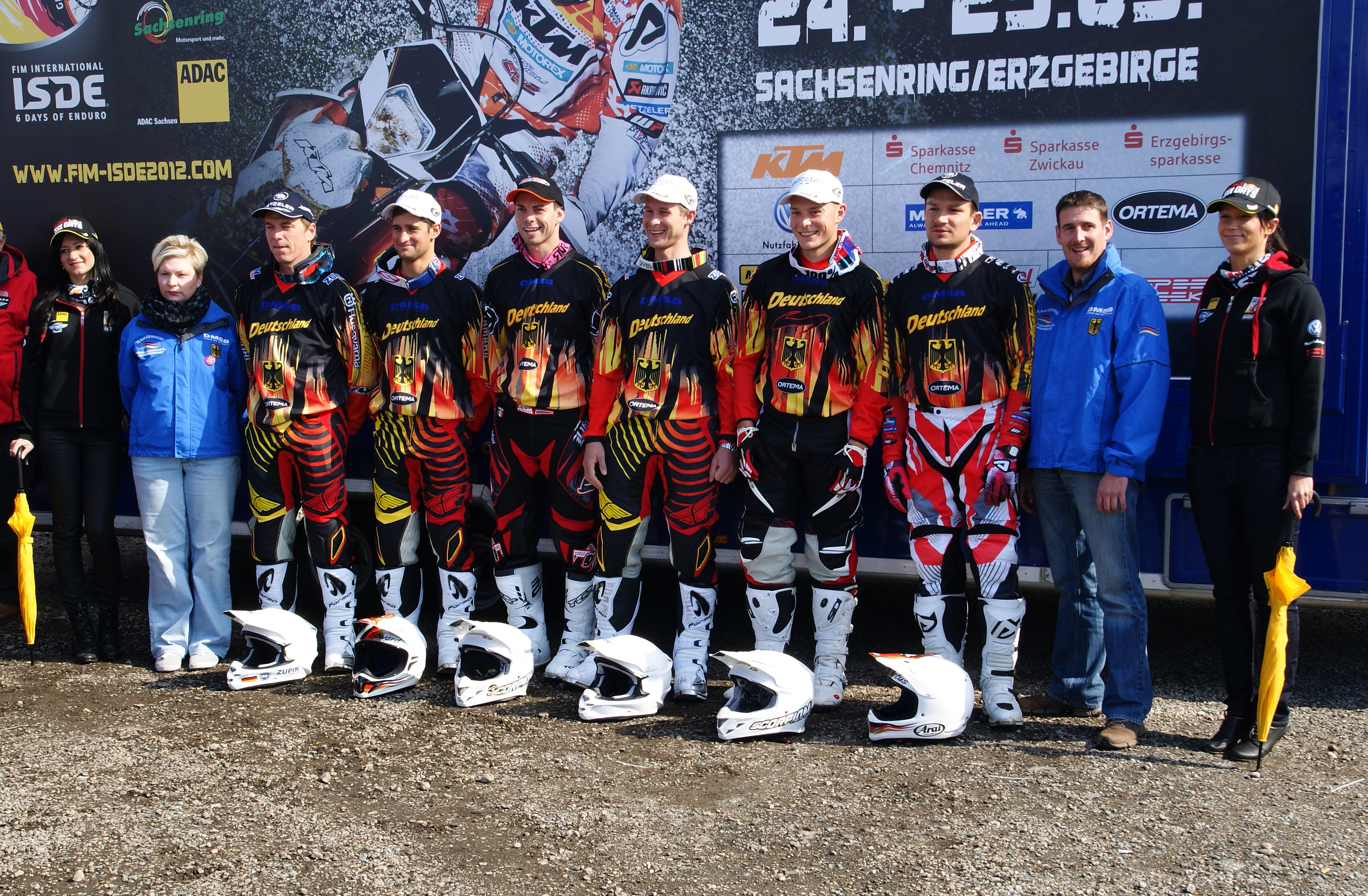
Das deutsche World-Trophy-Team (Dennis Schröter, Edward Hübner, Derrick Görner, Marco Neubert, Christian, Weiß, Marcus Kehr)

| Platz | Team                   | Zeit        |
| ----- | ---------------------- | ----------- |
| 1.    | Frankreich             | 27:57:45,30 |
| 2.    | Australien             | 28:35:25,97 |
| 3.    | Italien                | 28:45:39,39 |
| 4.    | Vereinigte Staaten     | 28:56:13,06 |
| 5.    | Finnland               | 28:56:14,50 |
| 6.    | Spanien                | 28:56:48,14 |
| 7.    | Schweden               | 28:58:29,66 |
| 8.    | Vereinigtes Königreich | 29:26:37,25 |
| 9.    | Deutschland            | 29:39:45,35 |
| 10.   | Niederlande            | 29:53:26,66 |
| 11.   | Tschechien             | 30:13:58,25 |
| 12.   | Österreich             | 30:46:07,67 |
| 13.   | Polen                  | 31:38:45,13 |
| 14.   | Chile                  | 31:44:22,09 |
| 15.   | Schweiz                | 33:08:38,80 |
| 16.   | Estland                | 33:16:15,62 |
| 17.   | Island                 | 35:11:33,07 |
| 18.   | Rumänien               | 36:49:18,66 |
| 19.   | Belgien                | 37:31:04,01 |
| 20.   | Ungarn                 | 41:25:13,84 |
| 21.   | Ecuador                | 42:45:29,70 |
| 22.   | Norwegen               | 43:04:20,93 |
| 23.   | Kolumbien              | 50:20:34,16 |
| 24.   | Dänemark               | 51:50:55,18 |

### Junior World Trophy

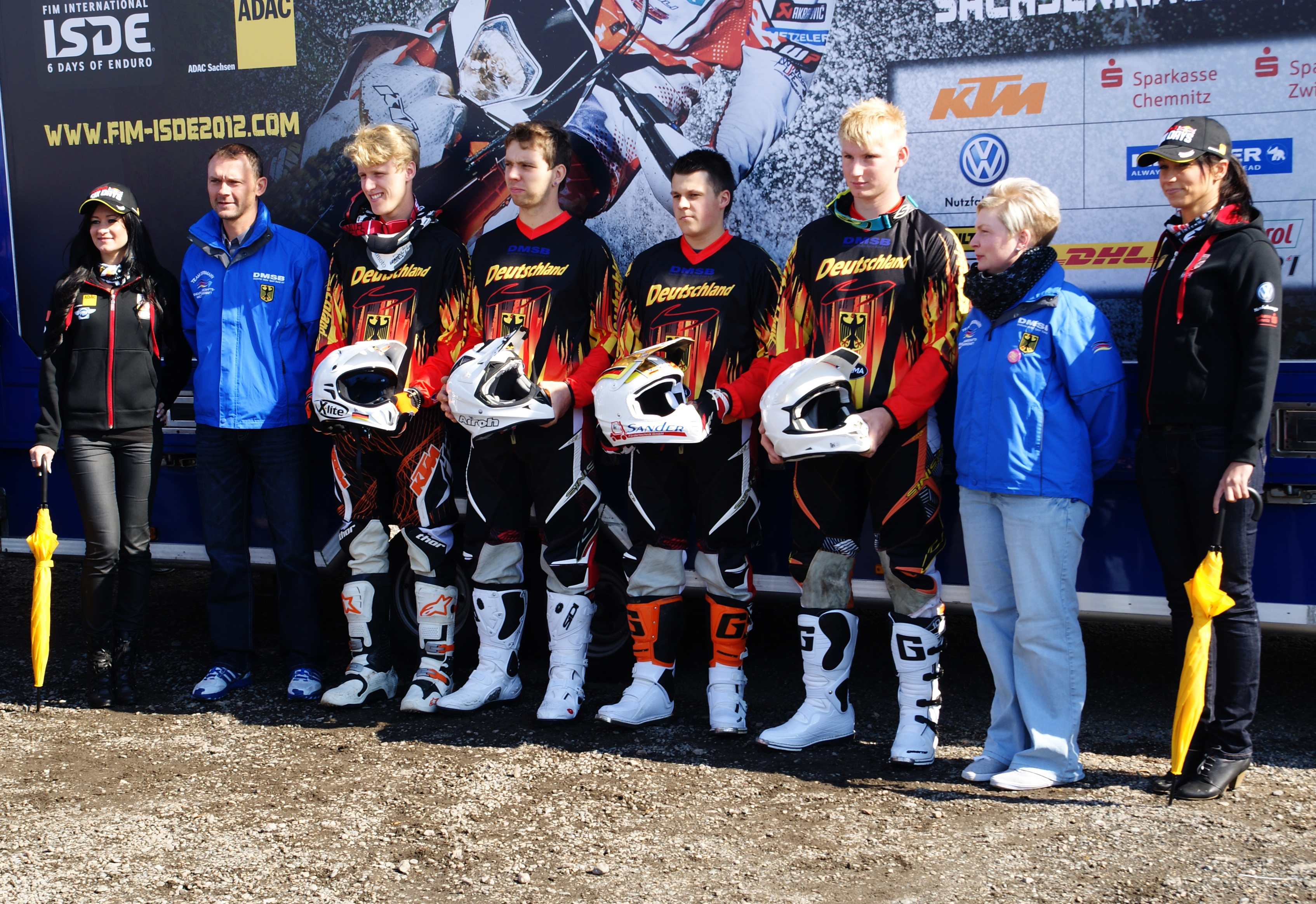
Das deutsche Junior-World-Trophy-Team

| Platz | Team                   | Zeit        |
| ----- | ---------------------- | ----------- |
| 1.    | Frankreich             | 17:23:17,05 |
| 2.    | Vereinigtes Königreich | 17:26:00,73 |
| 3.    | Vereinigte Staaten     | 17:38:23,07 |
| 4.    | Australien             | 17:54:44,11 |
| 5.    | Portugal               | 18:03:31,20 |
| 6.    | Tschechien             | 18:14:15,08 |
| 7.    | Finnland               | 18:14:16,26 |
| 8.    | Spanien                | 18:14:47,07 |
| 9.    | Schweden               | 18:16:21,39 |
| 10.   | Deutschland            | 18:17:35,61 |
| 11.   | Österreich             | 18:57:00,93 |
| 12.   | Chile                  | 19:02:58,28 |
| 13.   | Slowakei               | 19:34:32,49 |
| 14.   | Belgien                | 19:54:14,43 |
| 15.   | Argentinien            | 20:29:08,74 |
| 16.   | Schweiz                | 20:55:10,88 |
| 17.   | Venezuela              | 22:20:07,30 |
| 18.   | Südafrika              | 25:23:44,59 |
| 19.   | Italien                | 27:55:45,60 |

### Women’s World Trophy

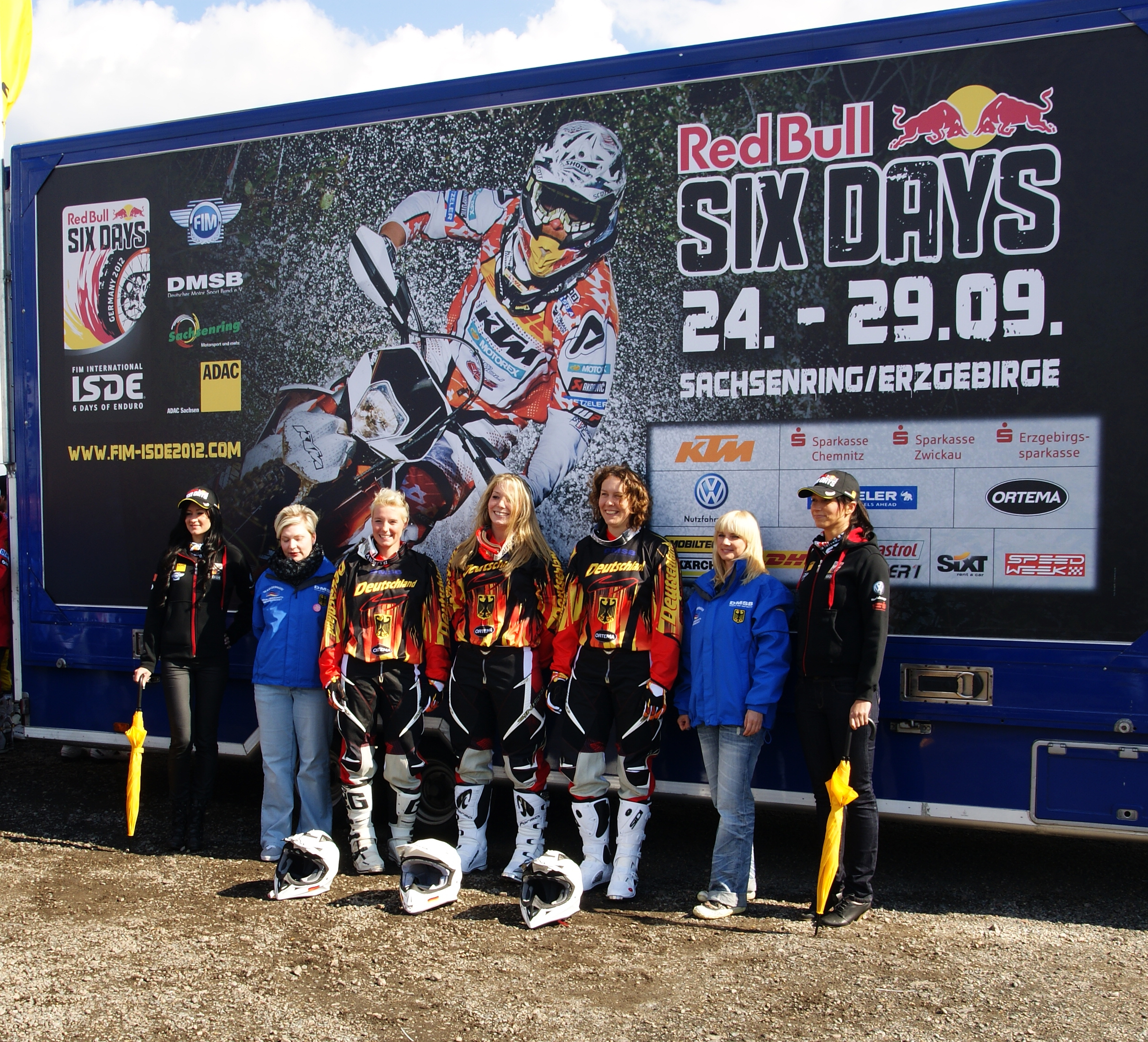
Das deutsche Women’s-World-Trophy-Team

| Platz | Team               | Zeit        |
| ----- | ------------------ | ----------- |
| 1.    | Frankreich         | 13:52:48,17 |
| 2.    | Deutschland        | 15:45:29,12 |
| 3.    | Australien         | 15:51:07,08 |
| 4.    | Schweden           | 16:36:39,21 |
| 5.    | Finnland           | 22:39:04,26 |
| 6.    | Vereinigte Staaten | 23:34:04,66 |
| 7.    | Kanada             | 24:45:12,57 |

### Clubwertung
| Platz                      | Team                                            | Zeit        |
| -------------------------- | ----------------------------------------------- | ----------- |
| 1.                         | RFME                                            | 17:03:57,96 |
| 2.                         | Team Ostra 1                                    | 17:16:38,18 |
| 3.                         | Moto Club Italia                                | 17:24:18,73 |
| 4.                         | Team West Sweden                                | 17:32:35.86 |
| 5.                         | Team Wales                                      | 17:35:43.85 |
| 6.                         | Team Ostra 2                                    | 17:38:54.48 |
| 7.                         | Batex CL-Dukla Team                             | 17:41:58.44 |
| 8.                         | DMSB 3-ADAC Nordbayern-Sachsen                  | 17:46:09.38 |
| 9.                         | Motoklub Chrastava                              | 18:06:54.17 |
| 10.                        | EnC Racing CZ                                   | 18:13:34.01 |
| 000{\displaystyle \vdots } |                                                 |             |
| 14.                        | DMSB 9-MSC Freier Grund/DMV                     | 18:43:45.61 |
| 15.                        | DMSB 10-ADMV                                    | 18:46:21.80 |
| 16.                        | DMSB 4-ADAC Pfalz-Württemberg-Hessen-Th.        | 18:46:44.52 |
| 000{\displaystyle \vdots } |                                                 |             |
| 18.                        | DMSB 5-ADAC Sachsen                             | 18:51:16.50 |
| 19.                        | KTM Deutschland                                 | 18:55:32.60 |
| 000{\displaystyle \vdots } |                                                 |             |
| 23.                        | DMSB 1-ADAC Sachsen                             | 19:34:49.43 |
| 24.                        | DMSB 8-ADAC NSA-Sachsen                         | 19:45:44.85 |
| 000{\displaystyle \vdots } |                                                 |             |
| 28.                        | Knopper Racing Team                             | 20:23:57.47 |
| 000{\displaystyle \vdots } |                                                 |             |
| 40.                        | HM-Honda Enduro Team Schweiz                    | 22:23:31.14 |
| 000{\displaystyle \vdots } |                                                 |             |
| 42.                        | DMSB 2-ADMV-ADAC Sachsen                        | 22:35:38.78 |
| 000{\displaystyle \vdots } |                                                 |             |
| 44.                        | DMSB 6 ADAC Schleswig-H.-Hessen-Th.-Sachsen     | 23:06:48.76 |
| 000{\displaystyle \vdots } |                                                 |             |
| 51.                        | UEM 5 - SUI-AUT                                 | 25:31:13.53 |
| 000{\displaystyle \vdots } |                                                 |             |
| 55.                        | DMSB 7 ADAC Hessen-Th.-Berlin-Brandenb.-Sachsen | 27:14:25.06 |
| 000{\displaystyle \vdots } |                                                 |             |
| 76.                        | UEM 3-SPA-GER                                   | 42:20:49.34 |
| 77.                        | RS-Schalko                                      | 43:41:28.93 |

### Herstellerwertung
| Platz | Team                                                                   | Zeit        |
| ----- | ---------------------------------------------------------------------- | ----------- |
| 1.    | Husaberg 1 (Joakim Ljunggren, Pierre-Alexandre Renet, Mathias Bellino) | 17:01:23,18 |
| 2.    | KTM 2 (Eero Remes, Kurt Caselli, Johnny Aubert)                        | 17:02:05,02 |
| 3.    | Yamaha (Daniel Milner, Matthew Phillips, Mitcham Harper)               | 17:15:06,26 |

### Einzelwertung

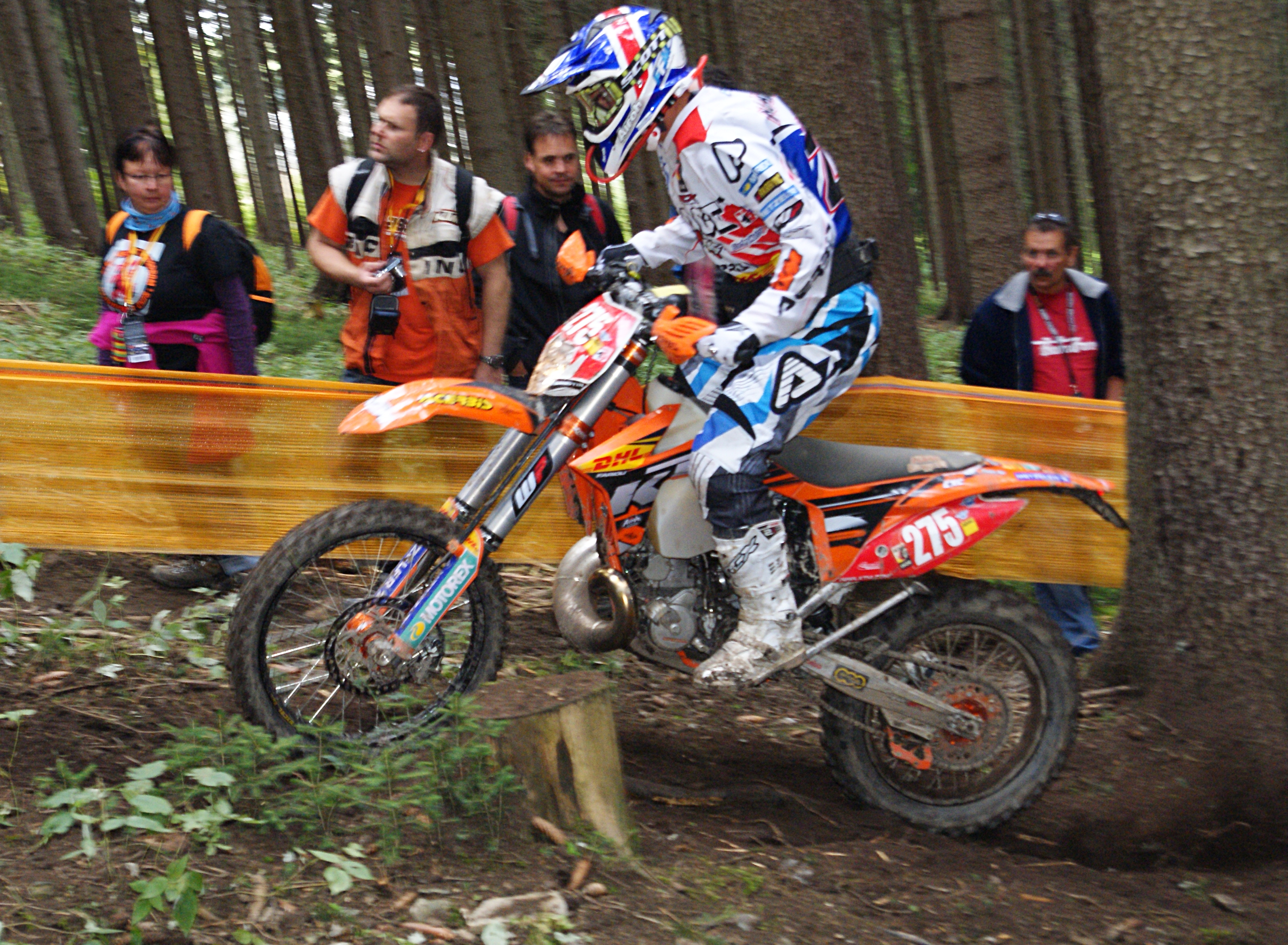
Christophe Nambotin, Gesamtschnellster

| Klasse | Starter | Gold | Silber | Bronze | ohne Medaille | Ausfall/Disqualifikation | Klassensieger (Motorrad)          | Zeit       |
| ------ | ------- | ---- | ------ | ------ | ------------- | ------------------------ | --------------------------------- | ---------- |
| E1 (a) | 76      | 25   | 22     | 13     |               | 16                       | Antoine Méo (KTM)                 | 5:32:38,52 |
| E2 (b) | 91      | 41   | 26     | 13     |               | 11                       | Pierre Alexandre Renet (Husaberg) | 5:35:14,24 |
| E3 (c) | 50      | 23   | 14     | 9      |               | 4                        | Christophe Nambotin (KTM)         | 5:31:39,33 |
| EW (d) | 21      | 2    | 5      | 5      | 1             | 8                        | Ludivine Puy (GasGas)             | 6:33:54,96 |
| C1 (a) | 73      | 28   | 14     | 10     | 4             | 17                       | Jacopo Cerutti (TM)               | 5:41:47,47 |
| C2 (b) | 97      | 18   | 38     | 17     | 12            | 12                       | Juan Pérez (KTM)                  | 5:36:11,50 |
| C3 (c) | 65      | 16   | 19     | 13     | 4             | 13                       | Jordi Figueras (GasGas)           | 5:37:15,98 |
| Gesamt | 473     | 153  | 138    | 80     | 21            | 81                       |                                   |            |

Christophe Nambotin war zudem Gesamtschnellster.
Die „Watling-Trophy“ für eine besondere Leistung ging an das rumänische Trophy-Team.

## Teilnehmer
| Staat                  | World Trophy Team | Junior World Trophy Team                                                                                      | Women’s World Trophy Team                                                  | Club-Teams, Einzelstarter |
| ---------------------- | --- | --- | -------------------------------------------------------------------------- | --- |
| Andorra                | | |                                                                            | UEM 2 - Team Andorra - Poland (2 Fahrer) |
| Argentinien            | | Luciano Benavides (KTM) Santiago José Vázquez (Husaberg) Kevin Benavides (KTM) Juan Ignacio Zunino (Husaberg) |                                                                            | |
| Australien             | Christopher Hollis (KTM) Glenn Kearney (Husqvarna) Daniel Milner (Yamaha) Matthew Phillips (Yamaha) Toby Price (KTM) Joshua Strang (KTM)                                    | Benjamin Burrell (KTM) Lachlan Stanford (Suzuki) Luka Bussa (Husqvarna) Mitcham Harper (Yamaha)               | Jessica Gardiner (Yamaha) Tanya Hearn (KTM) Tayla Jones (KTM)              | Australia No. 1 |
| Belgien                | Jérome Martiny (Husqvarna) Cédric Cremer (KTM) Kevin Gauniaux (Beta) Jean-François Goblet (Yamaha) Bob van Looveren (Husaberg) Wim Vanderheyden (Husaberg)                  | Nicolas Charlier (KTM) Johan Pfeffer (KTM) Andrew Leloup (KTM) Quentin Monfort (KTM)                          |                                                                            | Belgium Racing Enduro Belgium Team Enduro |
| Brasilien              | | |                                                                            | Over 30 Brasil Over 40 Brasil |
| Chile                  | Benjamin Herrera (Moto TM) Christian Soto (Honda) Nicolas Urrutia (Yamaha) Benjamin Israel (Honda) Vicente Israel (Honda) Gabriel Balut (Yamaha)                            | Nicolas Bascunan (Moto TM) Esteban Lanz (GasGas) Diego Rojas (Yamaha) Javier Garate (KTM)                     |                                                                            | |
| Dänemark               | Lars Christoffersen (Husqvarna) Nikolaj Grinderslev (Husqvarna) Jakob Heilmann (KTM) Thomas Ejlersen (KTM) André Larsen (KTM) Sören Reinhard (KTM)                          | |                                                                            | Enduroklub Danmark |
| Deutschland            | Dennis Schröter (Husqvarna) Edward Hübner (Yamaha) Marco Neubert (KTM) Christian Weiß (Husqvarna) Derrick Görner (Husaberg) Marcus Kehr (KTM)                               | Bruno Wächtler (KTM) Davide von Zitzewitz (KTM) Nick Emmrich (KTM) Arne Weidemann (KTM)                       | Heike Petrick (KTM) Nina Oppenländer (Husaberg) Sabrina Kauke (KTM)        | DMSB 1 ADAC Sachsen DMSB 2 ADMV-ADAC Sachsen DMSB 3 ADAC Nordbayern-Sachsen DMSB 4 ADAC Pfalz-Württemberg-Hessen-Th. DMSB 5 ADAC Sachsen DMSB 6 ADAC Schleswig-H.-Hessen-Th.-Sachsen DMSB 7 ADAC Hessen-Th.-Berlin-Brandenb.-Sachsen DMSB 8 ADAC Hessen-Th.-Niedersachsen-Sachsen DMSB 9 MSC Freier Grund/DMV DMSB 10 ADMV KTM Deutschland UEM 3 - SPA-GER (1 Fahrer) |
| Ecuador                | Diego Arias (Husaberg) Juan Carlos Puga (KTM) Malo Wilson (KTM) Juan Felipe Bustamente (KTM) Jose Rafael Bustamante (KTM) David Betancourt (Husaberg)                       | |                                                                            | |
| Estland                | Toivo Nikopensius (Yamaha) Martin Leok (KTM) Toomas Triisa (Honda) Tonu Kallast (GasGas) Aigar Leok (Moto TM) Egon Übraus (KTM)                                             | |                                                                            | Paikuse Motoclub |
| Finnland               | Juha Salminen (Husqvarna) Eero Remes (KTM) Jari Mattila (KTM) Marko Tarkkala (Beta) Antti Hellsten (Moto TM) Roni Nikander (KTM)                                            | Mika Tamminen (Beta) Aleksi Jukola (KTM) Kimmo Hurri (KTM) Lauri Pohjonen (KTM)                               | Marita Nyqvist (Yamaha) Sanna Kärkkäinen (KTM) Hanna Mertsalmi (Yamaha)    | DYNASET Offroad Areena KEMS Freeracer |
| Frankreich             | Antoine Méo (KTM) Rodrig Thain (HM-Honda) Pierre-Alexandre Renet (Husaberg) Johnny Aubert (KTM) Christophe Nambotin (KTM) Sébastien Guillaume (GasGas)                      | Mathias Bellino (Husaberg) Kevin Rohmer (Yamaha) Alexander Queyreyre (Yamaha) Jérémy Joly (Yamaha)            | Ludivine Puy (GasGas) Audrey Rossat (KTM) Blandine Dufrene (Husaberg)      | ATC St Christophe Chablis Moto Verte Leek Racing Team MC Leman / MC Merzer Team ISDE Cantal UEM 1 - FRA-ITA (2 Fahrer) |
| Guatemala              | | |                                                                            | 1 Fahrer |
| Irland                 | | |                                                                            | Fast Lane Ireland Torc Ireland |
| Island                 | Agust Bjornsson (KTM) Gunnlaugur Bjornsson (KTM) Haukur Thorsteinsson (KTM) Dadi Erlingsson (KTM) Kari Jonsson (Husaberg) Jonas Stefansson (Husaberg)                       | |                                                                            | |
| Italien                | Mirko Gritti (KTM) Maurizio Micheluz (HM Honda) Manuel Monni (KTM) Dany Philippaerts (Beta) Alex Salvini (Husqvarna) Oscar Balletti (Beta)                                  | Gianluca Martini (Beta) Thomas Oldrati (Husaberg) Nicolò Mori (Moto TM) Rudy Moroni (KTM)                     |                                                                            | Moto Club Della Superba Moto Club Intimiano Noseda Moto Club Italia Moto Club Six Days Team MTG - MC Parini Team Sardegna UEM 1 - FRA-ITA (1 Fahrer) |
| Japan                  | | |                                                                            | Wadachi |
| Kanada                 | | | Victoria Hett (Husaberg) Almeda Rive (Yamaha) Amber Rae Giroux (Husqvarna) | Team Quab-BC |
| Kolumbien              | Santiago Isaza Escobar (KTM) Juan Esteban Reyes Aponte (Honda) Francisco Alvarez Nino (Husaberg) Santiago Bernal Mejia (HM Honda) Mario Alexander Amortegui Cubides (Honda) | |                                                                            | |
| Kroatien               | | |                                                                            | Club Team Croatia |
| Niederlande            | Hans Vogels (Husaberg) Mark Wassink (KTM) Amel Advokaat (KTM) Lucas Dolfing (TM) Bas Klein Haneveld (KTM) Robin Nykamp (KTM)                                                | |                                                                            | Dutch Veteran Team ISDE Clubteam Holland MC de Toerenteller v.d Velden Husaberg Team |
| Norwegen               | Terje Berge (Husqvarna) Benjamin Bergman (GasGas) Havid Engmark (Husqvarna) Gjermund Frostad (Suzuki) Anders Holmen (Husaberg) Alexander Nyberg (GasGas)                    | |                                                                            | UEM 4 - NOR-SWE (2 Fahrer) |
| Österreich             | Bernhard Walzer (KTM) Lars Enöckl (KTM) Daniel Stocker (KTM) Matthias Wibmer (KTM) Rudi Pöschl (Husaberg) Markus Tischhart (KTM)                                            | Florian Salbrechter (Husaberg) Felix Wegleiter (KTM) Walter Feichtinger (KTM) Michael Feichtinger (KTM)       |                                                                            | Knopper Racing Team RS-Schalko UEM 5 - SUI-AUT (1 Fahrer) |
| Polen                  | Rafal Bracik (KTM) Michal Szuster (Moto TM) Konrad Widlak (KTM) Marcin Frycz (KTM) Pawel Szymkowski (KTM) Sebastian Krywult (KTM)                                           | |                                                                            | HAWI Racing Team NOVI Korona Kielce UEM 2 - Team Andorra - Poland (1 Fahrer) |
| Portugal               | | Bernardo Megre (KTM) Henrique Nogueira (Honda) Luis Oliveira (Yamaha) Diogo Ventura (Husqvarna)               |                                                                            | |
| Rumänien               | Romeo Duicu (Yamaha) Alexandru Garbacea (HM Honda) Lucian Neaga (KTM) Marton Szilveszter (KTM) Emanuel Gyenes (KTM) Ervin Zsolt Kovas (KTM)                                 | |                                                                            | |
| Slowakei               | | Jakub Hruska (KTM) Lukás Rosina (KTM) Thomas Hostinský (Husaberg) Martin Buchta (KTM)                         |                                                                            | BMP Slovakia Team Bobell Enduro Team ECPU Slovakia Team Unimarco Slovakia Racing Team |
| Spanien                | Cristóbal Guerrero (KTM) Víctor Guerrero (KTM) Iván Cervantes (GasGas) Lorenzo Santolino (Husqvarna) Armand Monleon (KTM) Aarón Bernárdez (Moto TM)                         | Alfredo Gómez (Husaberg) Eloi Salsench (KTM) Marc Solà (KTM) Arnau Solá (Yamaha)                              |                                                                            | RFME UEM 3 - SPA-GER (2 Fahrer) |
| Schweden               | Joakim Ljunggren (Husaberg) Johan Edlund (Husaberg) Pontus Högberg (GasGas) Robert Kvarnström (Beta) Martin Larsson (Husaberg) Jacob Mörhed (Honda)                         | Lars Löfgren (Husaberg) Oliver Nelson (KTM) Jesper Börjesson (Husaberg) Albin Elowson (Husaberg)              | Sanna Bergman (KTM) Jessica Jönsson (GasGas) Sandra Lysén (KTM)            | Södra Team Ostra 1 Team Ostra 2 Team Ostra 3 Team West Sweden UEM 4 - NOR-SWE (1 Fahrer) |
| Schweiz                | Ludovic Soltermann (KTM) Aurélien Roethlisberger (Husaberg) Steve Fellay (KTM) Christophe Robert (Husaberg) Thomas Schranz (KTM) Lionel Seydoux (KTM)                       | Marc Graber (GasGas) Thibaud Leiser (KTM) Kevin Murisier (KTM)                                                |                                                                            | HM-Honda Enduro Team Schweiz UEM 5 - SUI-AUT (2 Fahrer) |
| Südafrika              | | Scott Bouverie (KTM) Brad van Aswegen (Yamaha) Wade Young (Yamaha) Marc Torlage (Yamaha)                      |                                                                            | AMA SKOOTA SKOOTA R.S.A. |
| Tschechien             | David Čadek (KTM) Robert Sip (KTM) Martin Zereva (KTM) Jakub Horák (KTM) Michal Kadlecek (KTM) Radek Toman (KTM)                                                            | Ondrej Helmich (KTM) Patrik Markvart (KTM) Milan Engel (KTM) Jakub Sefr (KTM)                                 |                                                                            | Batex CL - Dukla Team EnC Racing CZ Motoklub Bilina Motoklub Chrastava Motosport Bozkov Solarco Czech Enduro Junior Team Kolin |
| Ungarn                 | Tamas Nador (Suzuki) Adam Peto (Husaberg) Istvan Marko (Husqvarna) György Solymosi (Husaberg) László Tóth (Yamaha) Akos Csorba (KTM)                                        | |                                                                            | MAMS Club Team |
| Venezuela              | | Carlo Castellano (KTM) Luis Edgardo Chavez (KTM) Pedro David Rodriguez (KTM) Gerardo Rodriguez (KTM)          |                                                                            | Team Venezuela |
| Vereinigtes Königreich | Tom Sagar (Honda) Jamie McCanney (KTM) Jordan Rose (Moto TM) Lee Edmondson (Honda) Jason Thomas (KTM) Paul Edmondson (KTM)                                                  | Danny McCanney (GasGas) Alex Rockwell (Husaberg) Jack Rowland (Husqvarna) Steve Holcombe (KTM)                |                                                                            | Army SMCC - Isle of Man St Georges Team Wales Witley & District Motor Cycle Club |
| Vereinigte Staaten     | Russell Bobbitt (KTM) Mike Brown (KTM) Kurt Caselli (KTM) Destry Abbott (Kawasaki) Charlie Mullins (KTM) Taylor Robert (Kawasaki)                                           | Jesse Groemm (KTM) Travis Coy (KTM) Andrew DeLong (Husqvarna) Thaddeus Duvall (Honda)                         | Rachel Gutish (KTM) Amanda Mastin (KTM) Sarah Whitmore (KTM)               | Team JAFMAR Senior Team Wellard Team GoFasters.com Boise Ridge Riders Tony Agonis Team Missouri Mudders |